# Lasiochira jianfengensis
Lasiochira jianfengensis is een vlinder uit de familie van de sikkelmotten (Oecophoridae). De wetenschappelijke naam van de soort is voor het eerst geldig gepubliceerd in 2014 door A.H. Yin, Shu-xia Wang & Kyu-Tek Park.

## Type
- holotype: "male, 29.IV.2013, leg. Ying-hui Sun en allen. genitalia slide No. YAH13037"
- instituut: NKUM, Tianjin, China
- typelocatie: "China, Hainan Province, Mt. Jianfeng (18°45′N, 108°51′E), 1050 m"